# خواكين غاتيل وفولك
خواكين غاتيل وفولك (بالإسبانية:Joaquim Gatell i Folch) الشهير بـ «القيد إسماعيل». هو رحالة ومستكشف وجاسوس كاتالوني/ إسباني ولد بمدينة طراغونة سنة 1826 وتوفي بمدينة قادس سنة 1879
خواكين غاتيل الشهير خلال رحلاته بالقايد إسماعيل ويتكامل مع دومينغو فرانثيسكو باديا (علي باي عباسي) وخوسيه ماريا دي مورغا(باالإسبانية) (الحاج محمد البغدادي أو مورو فيزكايينو) ، الثلاثي التقليدي من المسافرين الإسبان بالمغرب خلال القرن التاسع عشر.
كان قد حل بالمغرب، مباشرة بعد حرب تطوان سنة 1863، مبعوثا من طرف حكومة إسبانيا للاستخبار عن قدرات المغرب العسكرية وجاهزيته لشن حرب انتقامية على الجيش الإسباني المحتل حتى يتمكن من استرجاع مدينة تطوان والتحرر من شروط معاهدة واد راس المجحفة.

## من مؤلفاته
- رحلات في ربوع المغرب (كتاب) - Viajes por Marruecos.